# Stenothyropsis
Stenothyropsis is een geslacht van uitgestorven weekdieren uit de klasse van de Gastropoda (slakken).

## Soort
- Stenothyropsis elongata (Ludwig, 1865) †